# Camp d'Antoune
Le camp d'Antoune est un camp celtique situé sur la commune de Salettes dans le département de la Haute-Loire en France.

## Localisation
Le camp celtique est situé dans le département français de la Haute-Loire, sur la commune de Salettes, dans l'ancienne région administrative d'Auvergne.

## Histoire
Au cours des campagnes de prospection menées entre 2007 et 2011, les archéologues, sous la direction de Marie-Caroline Kurzaj, ont découvert des vestiges celtiques remontant à la fin du IIe siècle et à la première moitié du Ier siècle avant J.-C. Ils ont également mis au jour un chaînage d'angle qui constituait l'entrée du rempart. 
Ces découvertes permettent d'affirmer que les Vellaves « étaient en contact direct avec le monde romain depuis la conquête de la Narbonnaise et n'ont pas manqué de subir son influence au cours de la première moitié du 1er siècle avant J.-C. ».  
Ce que l'on sait, au plus fort de l'hiver 52 av. J.-C., César et ses troupes traversent les Cévennes depuis la vallée du Rhône, guidés par certains Helviens romanisés. On ne connaît pas son itinéraire avec précision, mais il est très probable qu'il soit passé par le pays des Vellaves et par le camp d'Antoune qui pourrait avoir joué un rôle stratégique de premier ordre. Quoi qu'il en soit, César a laissé dans ses Commentaires une description saisissante de cet épisode, qui constitue la première mention écrite du pays des Vellaves :  
« Les Cévennes, qui forment barrière entre les Helviens et les Arvernes, étaient en cette saison, à l'époque la plus rude de l'année, couvertes de neige très haute qui interdisait le passage : Néanmoins, les soldats fendent et écoratent la neige sur une profondeur de six pieds, et, le chemin est frayé au prix des plus grandes fatigues pour les hommes, on débouche enfin dans le pays des Arvernes. »  

## Description
Situé à une altitude de 1 086 mètres, dominant la vallée de la Loire, le site s'étend sur environ quinze hectares. Le système défensif est bien préservé, avec un rempart en pierres sèches discontinu et deux lignes défensives de la fortification.

## Valorisation du patrimoine
Au sommet, des tables d'observation du paysage facilitent la compréhension de la formation des volcans du Devès.

## Protection
Le camp est inscrit au titre des monuments historiques par arrêté du 10 octobre 1991.